# John Aloysius O'Keefe
John Aloysius O'Keefe (13 ottobre 1916 – 8 settembre 2000) è stato un astronomo e geodeta statunitense.

## Biografia
Si è diplomato in Astronomia all'Università di Harvard nel 1937 e laureato in Astronomia all'Università di Chicago nel 1941.
È stato candidato astronauta della NASA nel 1967. Sposato, ha avuto nove figli  ed è stato un cattolico praticante

## Carriera
Durante la seconda guerra mondiale e la Guerra fredda fu geodeta. Dal 1958 cominciò a lavorare per la Nasa al Goddard Space Flight Center a Greenbelt nel Maryland (Usa) dove ha lavorato come planetologo dal 1958 al 1995.

## Contributi scientifici
- Ha spiegato la peculiarità della curva di luce della stella variabile R Coronae Borealis scoprendo nel suo spettro polveri di carbonio[6].
- Alla fine degli anni cinquanta grazie ai dati raccolti dal satellite artificiale Vanguard ha scoperto assieme ad Ann Eckels e R. Kenneth Squires che la Terra ha una forma a pera[7].
- Nel 1956, sulla base di suoi precedenti studi sulle stelle binarie ad eclisse pubblicò l'idea del microscopio a scansione, riscoprendo il principio descritto da Edward Hutchinson Synge nel 1928, ma non riuscì a costruirlo, in seguito Gerd Binnig, Heinrich Rohrer e Ernst Ruska ci riuscirono e vinsero per questo il Premio Nobel per la fisica nel 1986[8].
- Assieme a Han-Shou Liu spiegò matematicamente la risonanza tra la rotazione e la rivoluzione di Mercurio (3 rotazioni ogni 2 rivoluzioni attorno al Sole)[9].
- O'Keefe è stato uno dei coscopritori dell'Effetto YORP (abbreviazione per effetto Yarkovsky-O'Keefe-Radzievskii-Paddock), un effetto dovuto alla luce solare che causa perturbazioni orbitali o rotazionali sui piccoli corpi celesti quali gli asteroidi e i meteoroidi[3].
- Si è occupato di ricerche sulla formazione della Luna[10][11].

## Studi sulla Meteoritica
Il campo in cui O'Keefe è maggiormente conosciuto è la Meteoritica dove i suoi studi hanno spaziato in ogni suo settore:
- antichi fenomeni meteoritici come l'evento Canterbury[12].
- Cirillidi (1913).[13].
- impattiti come la Lechatelierite[14].
- possibile formazione di anelli temporanei attorno alla Terra[15][16][17].
- studio dei crateri meteoritici[18][19].
- in particolare O'Keefe nel campo della meteoritica è conosciuto per i suoi studi sull'origine delle tectiti. Prima degli allunaggi sulla Luna O'Keefe sviluppò la teoria che le tectiti fossero ejecta di vulcani lunari ipotizzando che esplosioni dovute ad idrogeno contenuto dai vulcani lunari potessero essere il meccanismo che ha lanciato le tectiti sulla Terra, oggi la maggior parte dei ricercatori ritengono che le tectiti hanno avuto un'origine terrestre formandosi in conseguenza di impatti di asteroidi e comete con la superficie terrestre[20]. Malgrado la polemica scientifica che si è sviluppata sull'origine delle tectiti negli anni novanta, O'Keefe ha fatto molti notevoli scoperte sulle tectiti ed i suoi libri e articoli sull'argomento sono ancora oggi importanti lavori di referenza[21][22][23][24].

## Riconoscimenti
- Nel 1992 ha ricevuto l'Award of merit dal Goddard Space Flight Center[3].
- Nel 1997 in suo onore l'asteroide 1984 SR è stato chiamato 6585 O'Keefe[25].